# Isolados do igarapé Xinane
Povo de Recente Contato do Xinane, inicialmente chamado os Isolados do Igarapé Xinane, é uma etnia indígena de recente contato com a sociedade (ocorrido em 2014), que residem na TI Kampa e Isolados do Rio Envira no estado brasileiro do Acre, com população de 335 indivíduos, que chegaram ao Brasil após serem expulsos por invasores/madeireiros no Peru. Esta etnia é falante da língua do tronco linguístico Pano.
Em 1987, devido conflitos entre indígenas isolados, Ashaninka, Kaxinawá e, seringueiros nas bacias do rio Envira e do rio Jordão, foi criada a Frente de Atração do Rio Jordão. Com base estabelecida na foz do igarapé Xinane, no ano seguinte, mudou para Frente de Contato Envira (FCE), que foi renomeado no ano 2000, para Frente de Proteção Etnoambiental Envira (FPEE/Funai). Que trabalha na proteção territorial, promoção dos direitos indígenas isolados no Acre, monitoramento dos territórios e, pesquisa da presença de isolados que ainda precisa ser qualificada, e ações governamentais indigenistas com o povo de recente contato do Igarapé Xinane.
Devido invasão de madeireiros nas Reservas Territoriais (RT) de Murunahua e Mashco-Piro e, no Parque Nacional Alto Purus, um grupo de indígenas isolados residentes no Peru migrou no final da década de 2000 para o Brasil, chegando na região do alto igarapé Xinane. Nesta época ocorreram frequentes roubos nas aldeias Huni Ku da TI Kaxinawá do Rio Humaitá e nas aldeias Ashaninka da TI Kampa.
Em junho de 2014, ocorreu o contato de um grupo do povo do Xinane que a Funai considerava isolado (identificado como Registro nº 30 “Isolados do Xinane” no cadastro da Coordenação Geral de Índios Isolados e Recém Contatados, CGIIRC/Funai) com indígenas Ashaninka na aldeia Simpatia no alto rio Envira (na fronteira Brasil-Peru), durante a busca de um local seguro para residirem. Este contato foi facilitado pelo sertanista Meirelles, que formaram um grupo de aproximadamente 35 pessoas que hoje vivem na TI Kampa.
Entre 2015 e 2019, na área do Xinane ocorreu o Projeto de Proteção Etnoambiental de Povos Indígenas Isolados e de Recente Contato realizado  pelo Centro de Trabalho Indigenista (CTI), com cooperação técnica da Funai e apoio do Fundo Amazônia/BNDES. Em outubro de 2017, o projeto fez oficinas de formação da equipe da FPEE/Funai (servidores e colaboradores indígenas e não-indígenas) e estudos com o povo de recente contato do Xinane e o monitoramento de isolados, com oficinas ministradas por consultores especializados abrangendo os temas: política indigenista, o panorama histórico da política estadual de proteção de isolados; metodologias para a proteção dos povos isolados, ferramentas de trabalho da frente de proteção (sistematização de informações, documentação de campo, principais leis); antropologia e etnologia com enfoque nos povos de língua pano, especialmente dos “Pano do Purus”, e; noções básicas de linguística indígena.  As oficinas também abordaram aspectos relacionados à: organização social, parentesco, processos de contato, corporalidade e, saúde. Foram feitos exercícios de análise comparativa de contato na área do igarapé Xinane com outros casos de contato dessa região de fronteira Brasil-Peru: Yaminawa do Iaco (Acre), Yaminawa do Rio Mapuya, Nahua e Txitonawa.
A partir da CGIIRC/Funai, foi produzido no projeto o primeiro estudo antropológico sobre o povo de recente contato do Xinane abordando: contextualização histórico-sociológica; análise de dados populacionais (censo família/aldeia); atividades produtivas, caracterização da cultura material e expressões estético-artísticas, análise da saúde, relação com povos do entorno. Estabelecendo também diretrizes para a atuação junto ao povo do Xinane em relação à saúde, gestão ambiental, processos educativos e, protocolo para possíveis novos casos de contato com os isolados.
1. ↑  «Terra Indígena Kampa e Isolados do Rio Envira». Instituto Terras Indígenas do Brasil (em inglês). Consultado em 24 de outubro de 2024
2. ↑  Ricardo, Fany; Fávero Gongora, Majoí, eds. (2019). Cercos e resistências: povos indígenas isolados na Amazônia brasileira 1a edição ed. São Paulo: Instituto Socioambiental. ISBN 9788582260739. OCLC 1124955605. Resumo divulgativo
3. 1 2 3 4 5 6 7 8 9 10 11  «Proteção Etnoambiental de Povos Indígenas Isolados e de Recente Contato na Amazônia» (PDF). fundoamazonia.gov.br. Consultado em 11 de dezembro de 2024. Resumo divulgativo
4. 1 2  «Terras Indígenas do Acre» (PDF). Comissão Pró-Indígenas do Acre (CPI-Acre). Consultado em 24 de outubro de 2024. Resumo divulgativo
5. 1 2 3 4 5 6  Pontes, Fabio (11 de fevereiro de 2021). «Indígenas isolados que vivem no Peru se refugiam no Brasil». Amazônia Real. Consultado em 11 de dezembro de 2024
6. 1 2 3  Di Deus, Eduardo; Brilhante, Silvia; Iglesias, Marcelo Piedrafita (2009). «Dinâmica Transfronteiriças Brasil - Peru – Grupo de Trabalho para a proteção transfronteiriça do Alto Juruá e Serra do Divisor» (PDF). Comissão Pró-Indígenas do Acre. Consultado em 11 de dezembro de 2024. Resumo divulgativo